# Vibrata
El río Vibrata es un torrente italiano, de la región de Abruzos, que tiene su origen en la ladera oriental de la Montagna dei Fiori, bajo la cima del monte Girella, a 1697 m s. n. m.; es un torrente de pequeñas dimensiones, con una longitud de 35,880 km y una cuenca cuya superficie se extiende por 118 km². Este territorio está comprendido casi por entero en la provincia de Teramo, y sólo una pequeña parte en la provincia de Ascoli Piceno.
Atraviesa Alba Adriatica, Ancarano, Civitella del Tronto, Colonnella, Controguerra, Corropoli, Martinsicuro, Nereto, Sant'Egidio alla Vibrata, Sant'Omero y Torano Nuovo. 
Tiene una anchura media inferior a 60 metros y desemboca en el mar Adriático marcando el límite entre los municipios de Martinsicuro (localidad de Villa Rosa) y Alba Adriatica. 
El torrente Vibrata atraviesa una zona caracterizada por la presencia de un difuso tejido productivo. Siendo un curso de agua de carácter torrencial, tiene un régimen hídrico notablemente bajo, por lo que puede sufrir intensas variaciones en relación con los eventos meteorológicos. Además a lo largo de su recorrido son presentes tres aliviaderos que captan parte del agua del torrente, contribuyendo así al escaso caudal.
A lo largo de su recorrido no recibe afluentes importantes, pero solo algunos torrentes que no aumentan su caudal y que no llevan agua en todas las estaciones: la Vibratella, el fosso delle Fornaci, el fosso de Costeritte, el fosso della Pozzolana, el fosso Collarice o de Santa Scolastica, el Fonte Arrisolo y Rio Moro.
En relación con su curso y su caudal la Vibrata puede clasificarse entre los torrentes del segundo orden de la provincia; fluye con agua escasa y, cerca de Sant'Egidio, desaparece para reaparecer más tarde en el valle a modo de manantial.
Su escasez de agua en el pasado permitía animar pocos molinos, que en los tiempos de sequía y a veces también en primavera, no podían funcionar con agua corriente.